# 表蔵王国際ゴルフクラブ
表蔵王国際ゴルフクラブ（おもてざおうこくさいゴルフクラブ）は、宮城県柴田郡柴田町に広がるゴルフ場である。

## 概要
東北でゴルフ場の建設を目指す財界人がいた、しかし「青葉山（「西仙台カントリークラブ」（1970年（昭和45年）開場、設計・丸毛信勝））や富谷（「富谷カントリークラブ」（1963年（昭和38年）開場、設計・富澤誠造））にはバックがあるが、表蔵王は無理だろうと周囲で囁かれていた。1962年（昭和37年）、佐々木孝三郎（後・初代社長）は、コース設計家・富澤誠造を案内して、宮城県柴田郡柴田町船迫の砲台山に上り、ゴルフ場用地としの診断を依頼した。だが、富澤からは不適と、帰る途中の荒れた牧草地を見て素晴らしいといった。
用地の買収を始める、農林省助成のリンゴ団地があった。財界たちは農林大臣・赤城宗徳に直談判したところ激励され、許可を取った。1963年（昭和38年）10月、ゴルフ場建設に向けて母体会社「株式会社表蔵王国際ゴルフクラブ」を設立した。しかし、時期が悪かった、コース設計の設計料を払えず富澤に断られてしまった。だが、日本プロゴルフ協会会長・安田幸吉が快く受けてくれた。
1965年（昭和40年）1月、工事は戸田建設株式会社に依頼し着工、同年10月31日、18ホールの工事が完成、仮オーブン、1967年（昭和42年）8月、正式開場された。1971年（昭和46年）、船岡コース9ホールを増設し合計27ホール規模のゴルフ場となった。
東コースは、全体的に傾斜地であるがフェアウェイが広く豪快に攻められるコースである。西コースは、東コースより距離は短いが谷越えや池越えがある気の抜けないコース。南コースは、一番距離の短いコースだがグリーン周りなどで戦略性を求められるコースである。
日本のプロゴルフメジャー大会の1つ、日本プロゴルフ協会主催競技でもあり、日本選手権大会に相当する、日本プロゴルフ選手権大会などの大会開催の実績がある。

## 所在地
〒989-1763 宮城県柴田郡柴田町大字船迫字日光48番地

## コース情報
- 開場日 - 1965年10月31日
- 設計者 - 安田 幸吉
- 面積 - 1,580,000m2（約47.7万坪）
- コースタイプ - 丘陵コース
- コース - 27ホールズ、パー108、9,743ヤード、コースレート 東・南コース71.9、西コース67.8
- グリーン - 2グリーン、ベント（ペンクロス）
- フェアウエイ - コーライ
- ラフ - ノシバ
- ハザード - バンカーの90、池が絡むホール1
- プレースタイル - 乗用カート(5人乗り)、自走式、キャディ・セルフ選択可
- 練習場 - 15打席 250ヤード
- 休場日 - 1・2月毎週月曜日、12月31日、1月1日[4][5]

## クラブ情報
- ハウス面積 - 4,057m2（1,227坪）
- ハウス設計 - 小野寺建設設計事務所
- ハウス施工 - 安藤建設株式会社[4][5]

## 交通アクセス
- 鉄道 - JR東北本線 - 槻木駅よりタクシー利用
- 道路 - 東北自動車道 - 村田ICより 12km[6]

## メジャー選手権
- 1974年（昭和49年） - 第42回 日本プロゴルフ選手権大会開催[7]

## エピソード
- 宮城県柴田郡柴田町は、山本周五郎の小説『樅ノ木は残った』で有名な伊達騒動の原田甲斐の居城である船岡城址の町である[8]。
- 1974年（昭和49年）8月、日本プロ選手権を誘致、東北地方で初めてのメジャー競技を開催した[8]。

## 関連文献
- 『ゴルフ場企業決算年鑑』、昭和59年-平成29年版、「表蔵王国際ゴルフクラブ 表蔵王国際GC」、東京 一季出版、1985年、2020年9月2日閲覧
- 『うほく財界 東北ビジネスの総合情報誌』、24(4)(147)、「表蔵王国際ゴルフクラブ 取締役総支配人 近江恵一」、仙台 東日本出版、1998年7月、2020年9月2日閲覧
- 『ゴルフ場ガイド 東版』2006-2007、「表蔵王国際ゴルフクラブ（宮城県）」、東京 ゴルフダイジェスト社、2006年5月、2020年9月2日閲覧
- 『東商信用録 東北版平成19年版』、「表蔵王国際ゴルフクラブ（宮城県柴田郡）」、仙台 東京商工リサーチ東北支社、2007年10月、2020年9月2日閲覧
- 『月刊ゴルフマネジメント31 (通号 332)ゴルフ倶楽部を考える(295回)表蔵王国際ゴルフクラブの創設井上 勝純東京 : 一季出版2010.112020年9月2日閲覧
- 『美しい日本のゴルフコース BEAUTIFUL GOLF CULTURE IN JAPAN 日本のゴルフ110年記念 ゴルフは日本の新しい伝統文化である』、ゴルフダイジェスト社「美しい日本のゴルフコース」編纂委員会編、「表蔵王国際ゴルフクラブ」、東京 ゴルフダイジェスト社、2013年12月、2020年9月2日閲覧